# Woodson Terrace (Misuri)
Woodson Terrace es una ciudad ubicada en el condado de San Luis en el estado estadounidense de Misuri. En el Censo de 2010 tenía una población de 4063 habitantes y una densidad poblacional de 2.045,28 personas por km².

## Geografía
Woodson Terrace se encuentra ubicada en las coordenadas 38°43′43″N 90°21′36″O / 38.72861, -90.36000. Según la Oficina del Censo de los Estados Unidos, Woodson Terrace tiene una superficie total de 1.99 km², de la cual 1.99 km² corresponden a tierra firme y (0%) 0 km² es agua.

## Demografía
Según el censo de 2010, había 4063 personas residiendo en Woodson Terrace. La densidad de población era de 2.045,28 hab./km². De los 4063 habitantes, Woodson Terrace estaba compuesto por el 68.47% blancos, el 20.77% eran afroamericanos, el 0.32% eran amerindios, el 1.48% eran asiáticos, el 0.02% eran isleños del Pacífico, el 5.76% eran de otras razas y el 3.17% pertenecían a dos o más razas. Del total de la población el 10.56% eran hispanos o latinos de cualquier raza.